# Coenocytium

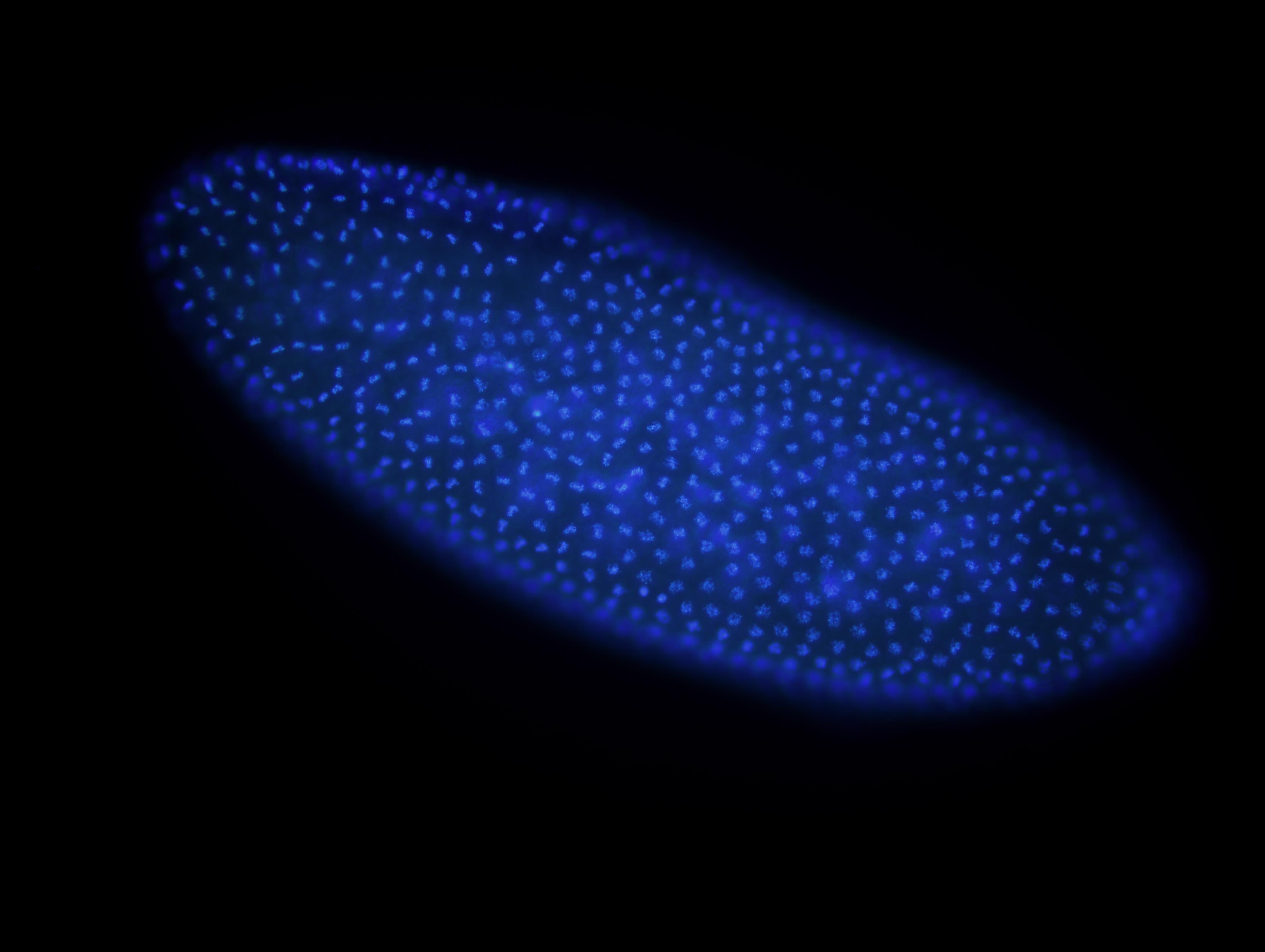
Coenocytiaal blastoderm van Drosophila. (De laag cellen die onvolledig is verdeeld en in contact staat met de dooier, wordt de "syncytiële laag" genoemd.) Elke heldere stip is een groep delende chromosomen.

Een coenocytium  is een cel met meer kernen of een weefsel of orgaan dat bestaat uit meerdere celkernen waartussen de tussenwanden nog niet gevormd zijn. Het is het geheel van celkernen met cytoplasma, waarbij geen tussenwanden zijn gevormd voor de individuele kernen. De tussenwanden kunnen in een later stadium nog gevormd worden.
Een coenocytium komt onder andere voor bij het macroprothallium van Lycopsida en in de eerste stadia van de ontwikkeling van de macrogametofyten uit de macrosporen bij de Gnetales.
Een syncytium is een meer meerkernige cel of een weefsel of orgaan dat bestaat uit meerdere celkernen waartussen de oorspronkelijk aanwezige  celmembranen verdwenen zijn.